# Сент-Джордж-Джинджерланд
Сент-Джордж-Джинджерланд (англ. Saint George Gingerland Parish) — один из 14 округов (единица административно-территориального деления) государства Сент-Китс и Невис. Расположен на острове Невис. Административный центр и крупнейший город — Маркет-Шоп. Площадь 18,5 км², население 2 568 человек (2001).